# Litle Svartholmen
Litle Svartholmen est une île norvégienne du comté de Hordaland appartenant administrativement à Bergen.

## Description
Rocheuse et couverte d'arbres, elle s'étend sur environ 191 m de longueur pour une largeur approximative de 150 m. 